# Paropsis
Paropsis es un género de escarabajos de la familia Chrysomelidae. En 1807 Olivier describió el género. Se encuentran en Australia, Nueva Zelanda y Papua New Guinea. Se alimentan principalmente de especies de Eucalyptus, algunos son plagas.
Especies:
- Paropsis aciculata Chapuis, 1877
- Paropsis advena Blackburn, 1894
- Paropsis aegrota Boisduval, 1835
- Paropsis affinis Blackburn, 1894
- Paropsis angusticollis Blackburn, 1894
- Paropsis aspera Chapuis, 1877
- Paropsis atomaria Olivier, 1807
- Paropsis augusta Blackburn, 1901
- Paropsis bella Blackburn, 1894
- Paropsis binbinga Daccordi, 2003
- Paropsis bivulnerata Lea, 1924
- Paropsis blandina Blackburn, 1901
- Paropsis bovilli Blackburn, 1894
- Paropsis carnosa Baly, 1866
- Paropsis cerea Blackburn, 1894
- Paropsis charybdis Stål, 1860
- Paropsis confusa Blackburn, 1890
- Paropsis convexa Blackburn, 1894
- Paropsis crocata Boisduval
- Paropsis deboeri Selman, 1983
- Paropsis delittlei Selman, 1983
- Paropsis deserti Blackburn, 1896
- Paropsis dilatata Erichson, 1842
- Paropsis elytrura Blackburn, 1901
- Paropsis formosa Chapuis, 1877
- Paropsis geographica Baly, 1866
- Paropsis glauca Blackburn, 1894
- Paropsis hebes Weise, 1917
- Paropsis hygea Blackburn, 1901
- Paropsis inquinata Weise, 1917
- Paropsis insularis Blackburn, 1890
- Paropsis intermedia Blackburn, 1894
- Paropsis irrorata Chapuis, 1877
- Paropsis latissima Blackburn, 1894
- Paropsis latona Blackburn, 1901
- Paropsis longicornis Blackburn, 1894
- Paropsis lownei Baly, 1866
- Paropsis lutea (Marsham, 1808)
- Paropsis maculata (Marsham, 1808)
- Paropsis mandibularis Weise, 1923
- Paropsis manto Blackburn, 1901
- Paropsis marmorea Olivier, 1807
- Paropsis minor (Marsham, 1808)
- Paropsis mintha Blackburn, 1901
- Paropsis montana Blackburn, 1894
- Paropsis morbillosa Boisduval, 1835
- Paropsis mutabilis Blackburn, 1894
- Paropsis mystica Blackburn, 1894
- Paropsis obsoleta Olivier, 1807
- Paropsis omphale Blackburn, 1901
- Paropsis ornata (Marsham, 1808)
- Paropsis pantherina Fauvel, 1862
- Paropsis paphia Stål, 1860
- Paropsis parryi Baly, 1866
- Paropsis pictipennis Boheman, 1859
- Paropsis ponderosa Lea, 1924
- Paropsis porosa Erichson, 1842
- Paropsis propinqua Baly, 1866
- Paropsis quadrimaculata (Marsham, 1808)
- Paropsis roseola Baly, 1866
- Paropsis rubidipes Blackburn, 1901
- Paropsis rufitarsis Chapuis, 1877
- Paropsis rugulosa Boisduval, 1835
- Paropsis sospita Blackburn, 1901
- Paropsis tasmanica Baly, 1866
- Paropsis thyone Blackburn, 1901
- Paropsis ustulata Olivier, 1807
- Paropsis variegata Blackburn, 1894
- Paropsis variolosa (Marsham, 1808)
- Paropsis wilsoni Baly, 1866
- Paropsis yilgarnensis Blackburn, 1892
- Paropsis zietzi Blackburn, 1894